# Kids’ Choice Awards (2008)
21-я ежегодная премия Nickelodeon Kids’ Choice Awards 2008 проводилась 29 марта 2008 года в Университете Южной Калифорнии, Galen Center и Парка университета южной Калифорнии. Ведущим был Джек Блэк.

## Номинанты и исполнители, и трюки для KCA 2011

### Ведущие
- Джек Блэк

### Исполнители
- Майли Сайрус — «G.N.O (Girl’s Night Out)»
- The Naked Brothers Band — «I Don’t Want to Go to School»

### Диктор
- Томас Кенни

### Трюки с слизью
- Эйкон
- Ашер
- Хайди Клум

## Номинации

### Телевидение
| - Ханна Монтана - Дрейк и Джош (Победитель) - Всё тип-топ, или Жизнь Зака и Коди - АйКарли - Дрейк Белл из Дрейк и Джош (Победитель) - Джош Пек из Дрейк и Джош - Коул Спроус из Всё тип-топ, или Жизнь на борту - Дилан Спроус из Всё тип-топ, или Жизнь на борту - Рейвен-Симон из Такая Рэйвен - Джейми Линн Спирс из «Зоуи 101» - Эмма Робертс из Нетакая - Майли Сайрус из Ханна Монтана (Победитель) | - Эд, Эдд и Эдди - Губка Боб Квадратные Штаны - Симпсоны - Аватар: Легенда об Аанге (Победитель) |

### Фильм
| - Элвин и бурундуки (Победитель) - Пираты Карибского моря: На краю света - Трансформеры - Ну что, приехали: Ремонт - Ice Cube из Ну что, приехали: Ремонт - Джонни Депп из Пираты Карибского моря: На краю света (Победитель) - Эдди Мёрфи из Уловки Норбита - Дуэйн Джонсон из План игры - Дрю Бэрримор из С глаз — долой, из чарта — вон! - Джессика Альба из Фантастическая четвёрка: Вторжение Серебряного сёрфера (Победитель) - Кира Найтли из Пираты Карибского моря: На краю света - Кирстен Данст из Человек-паук 3: Враг в отражении | - Би Муви: Медовый заговор - Шрек Третий - Рататуй (Победитель) - Симпсоны в кино - Эдди Мёрфи озвучивает героя из фильма Шрек Третий (Победитель) - Майк Майерс озвучивает героя из фильма Шрек Третий - Камерон Диас озвучивает героя из фильма Шрек Третий - Джерри Сайнфелд озвучивает героя из фильма Би Муви: Медовый заговор |

### Музыка
| - Крис Браун (Победитель) - Bow Wow - Soulja Boy - Джастин Тимберлейк - Майли Сайрус (Победитель) - Бейонсе - Ферги - Алиша Киз | - Boys Like Girls - Fall Out Boy - Linkin Park - Jonas Brothers (Победитель) - «Big Girls Don’t Cry» исполняет Ферги - «Don’t Matter» исполняет Эйкон - «Girlfriend» исполняет Аврил Лавин (Победитель) - «Beautiful Girls» исполняет Шон Кингстон |

### Спорт
| - Алекс Родригес - Шакил О’Нил - Тони Хоук (Победитель) - Тайгер Вудс | - Шерил Форд - Даника Патрик (Победитель) - Серена Уильямс - Винус Уильямс |

### Другие номинации
| - Как есть жареных червяков - Баффи — истребительница вампиров - Дневник слабака (Победитель) - Гарри Поттер | - Super Mario Galaxy (Победитель) - Guitar Hero III: Legends of Rock - Mario Party 8 - Super Paper Mario |

### Специальные номинации

#### Премия подражателя
- Камерон Диас (Победитель)